# Herman (Minnesota)
Herman és una població dels Estats Units a l'estat de Minnesota. Segons el cens del 2000 tenia 452 habitants.

## Demografia
Segons el cens del 2000, Herman tenia 452 habitants, 203 habitatges, i 127 famílies. La densitat de població era de 169,4 habitants per km².
Dels 203 habitatges en un 27,6% hi vivien nens de menys de 18 anys, en un 48,3% hi vivien parelles casades, en un 8,9% dones solteres, i en un 37,4% no eren unitats familiars. En el 35% dels habitatges hi vivien persones soles el 20,7% de les quals corresponia a persones de 65 anys o més que vivien soles. El nombre mitjà de persones vivint en cada habitatge era de 2,21 i el nombre mitjà de persones que vivien en cada família era de 2,82.
Per edats la població es repartia de la següent manera: un 23,5% tenia menys de 18 anys, un 7,3% entre 18 i 24, un 22,6% entre 25 i 44, un 22,3% de 45 a 60 i un 24,3% 65 anys o més.
L'edat mediana era de 43 anys. Per cada 100 dones de 18 o més anys hi havia 95,5 homes.
La renda mediana per habitatge era de 31.429 $ i la renda mediana per família de 45.833 $. Els homes tenien una renda mediana de 29.375 $ mentre que les dones 17.813 $. La renda per capita de la població era de 17.475 $. Entorn del 3,8% de les famílies i el 8,6% de la població estaven per davall del llindar de pobresa.

## Poblacions més properes
El següent diagrama mostra les poblacions més properes.